# Полтавський обласний комітет Комуністичної партії України
Полтавський обласний комітет КП України — орган управління Полтавською обласною партійною організацією КП України (1937–1991 роки). Полтавська область утворена 22 вересня 1937 року.

## Перші секретарі обласного комітету (обкому)
- вересень 1937 — червень 1938 — Топчій Костянтин Тимофійович
- червень 1938 — лютий 1939 — Сафронов Леонід Іванович
- 28 лютого 1939 — вересень 1941 — Марков Василь Сергійович
- вересень 1943 — 23 травня 1945 — Марков Василь Сергійович
- 23 травня 1945 — 11 жовтня 1945 — Топчій Костянтин Тимофійович
- 11 жовтня 1945 — 9 травня 1950 — Марков Василь Сергійович
- 9 травня 1950 — 31 травня 1952 — Співак Марк Сидорович
- 31 травня 1952 — 29 липня 1955 — Стахурський Михайло Михайлович
- 29 липня 1955 — 3 січня 1961 — Рожанчук Микола Михайлович
- 3 січня 1961 — 8 грудня 1962 — Комяхов Василь Григорович
- 8 грудня 1962 — 5 січня 1963 — Мужицький Олександр Михайлович
- 5 січня 1963 — 14 грудня 1964 (сільський) — Мужицький Олександр Михайлович
- 8 січня 1963 — 14 грудня 1964 (промисловий) — Погребняк Яків Петрович
- 14 грудня 1964 — 26 січня 1973 — Мужицький Олександр Михайлович
- 26 січня 1973 — 2 квітня 1988 — Моргун Федір Трохимович
- 2 квітня 1988 — серпень 1991 — М'якота Олексій Сергійович

## Другі секретарі обласного комітету (обкому)
- вересень 1937 — травень 1938 — Удовиченко Олександр Гаврилович
- травень 1938 — лютий 1939 — Марков Василь Сергійович
- лютий 1939 — 16 травня 1941 — Федоритенко Юрій Дмитрович
- 16 травня 1941 — вересень 1941 — Лайок Володимир Макарович
- березень 1944 — березень 1947 — Щанін Костянтин Кузьмич
- березень 1947 — 9 травня 1950 — Бакулін Ювеналій Олексійович
- 9 травня 1950 — 29 липня 1955 — Черченко Андрій Спиридонович
- 29 липня 1955 — травень 1961 — Баглай Михайло Степанович
- травень 1961 — грудень 1962 — Кириченко Микола Карпович
- 8 січня 1963 — 14 грудня 1964 (промисловий) — Якубов Анатолій Михайлович
- 5 січня 1963 — 9 травня 1963 (сільський) — Бойко Степан Карпович
- 9 травня 1963 — 14 грудня 1964 (сільський) — Буланий Іван Тихонович
- 14 грудня 1964 — січень 1966 — Погребняк Яків Петрович
- 29 січня 1966 — 8 червня 1973 — Якубов Анатолій Михайлович
- 8 червня 1973 — 1975 — Кравченко Альберт Васильович
- 1975 — 30 вересня 1981 — Ночовкін Анатолій Петрович
- 30 вересня 1981 — серпень 1991 — Ковінько Анатолій Іванович

## Секретарі обласного комітету (обкому)
- лютий 1938 — травень 1938 — Марков Василь Сергійович (3-й секретар)
- травень 1938 — листопад 1938 — Горленко Данило Леонтійович (3-й секретар)
- листопад 1938 — червень 1939 — Щанін Костянтин Кузьмич (3-й секретар)
- лютий 1939 — серпень 1941 — Кондратенко Степан Федорович (по пропаганді)
- червень 1939 — 16 травня 1941 — Шовкопляс Єлизавета Іванівна (3-й секретар)
- червень 1939 — серпень 1941 — Щанін Костянтин Кузьмич (по кадрах)
- 16 травня 1941 — серпень 1941 — Лисенко Степан Степанович (3-й секретар)
- 16 травня 1941 — серпень 1941 — Шовкопляс Єлизавета Іванівна (по харчовій промисловості)
- 16 травня 1941 — серпень 1941 — Коротченко В.П. (по промисловості)
- 16 травня 1941 — серпень 1941 — Бураковський Андрій Омелянович (по транспорту)
- 1943 — 1952 — Шовкопляс Єлизавета Іванівна (3-й секретар)
- 1943 — березень 1944 — Щанін Костянтин Кузьмич (по кадрах)
- 1943 — червень 1944 — Мазепа Іван Ілліч (по пропаганді)
- березень 1944 — 9 січня 1949 — Колінько Павло Каленикович (по кадрах)
- червень 1944 — 28 листопада 1950 — Волгін Василь Сергійович (по пропаганді)
- 11 січня 1949 — 9 травня 1950 — Черченко Андрій Спиридонович (по кадрах)
- 9 травня 1950 — вересень 1952 — Шульга Гаврило Макарович
- 28 листопада 1950 — 5 лютого 1960 — Базилевич Гаврило Дмитрович (по ідеології)
- червень 1954 — 29 липня 1955 — Баглай Михайло Степанович
- липень 1955 — 5 січня 1963 — Бойко Степан Карпович (по сільському господарству)
- 15 грудня 1955 — 5 лютого 1960 — Огагін Григорій Федорович (по промисловості)
- 5 лютого 1960 — травень 1961 — Кириченко Микола Карпович (по промисловості)
- 5 лютого 1960 — 5 січня 1963 — Андрейко Килина Федорівна (по ідеології)
- травень 1961 — 5 січня 1963 — Кравецький Петро Дем'янович (по промисловості)
- 5 січня 1963 — 9 травня 1963 — Буланий Іван Тихонович (сільський по ідеології)
- 5 січня 1963 — 14 грудня 1964 — Горбоконь Іван Павлович (сільський парт-держ. контроль)
- 8 січня 1963 — 14 грудня 1964 — Андрейко Килина Федорівна (промисловий по ідеології)
- 8 січня 1963 — 14 грудня 1964 — Татарко Володимир Олександрович (промисловий парт-держ. контроль)
- 9 травня 1963 — 14 грудня 1964 — Добровольський Микола Олександрович (сільський по ідеології)
- 14 грудня 1964 — 7 червня 1968 — Буланий Іван Тихонович (по ідеології)
- 14 грудня 1964 — 28 грудня 1967 — Добровольський Микола Олександрович (по промисловості)
- 14 грудня 1964 — 6 серпня 1970 — Оніпко Максим Данилович (по сільському господарству)
- 14 грудня 1964 — січень 1966 — Горбоконь Іван Павлович (парт-держ. контроль)
- 28 грудня 1967 — 7 січня 1974 — Пуденко Григорій Іванович (по промисловості)
- 7 червня 1968 — 9 лютого 1974 — Губерський Микола Миколайович (по ідеології)
- 6 серпня 1970 — січень 1978 — Шевченко Микола Васильович (по сільському господарству)
- 7 січня 1974 — листопад 1980 — Олійник Григорій Антонович
- 9 лютого 1974 — 1987 — Горобець Іван Юхимович (по ідеології)
- січень 1978 — 1984 — М'якота Олексій Сергійович
- листопад 1980 — 1988 — Гопей Іван Олександрович (по сільському господарству)
- 1984 — 1991 — Блінов Василь Петрович
- 1987 — 1991 — Матвієнко Павло Іванович (по ідеології)
- 1988 — 23 серпня 1989 — Бернацький Михайло Володимирович (по сільському господарству)
- 23 серпня 1989 — 1991 — Андрієнко Володимир Васильович (по сільському господарству)

## Заступники секретарів обласного комітету (обкому)
- травень 1944 — березень 1946 — Гаркуша Семен Кузьмич (заст. секретаря обкому по харчовій промисловості)
- липень 1944 — листопад 1948 — Березницький Андріан Михайлович (заст. секретаря обкому по транспорту)
- затверджений вересень 1945 — листопад 1948 — Апуневич Володимир Миколайович (заст. секретаря обкому по промисловості)
- затверджений січень 1946 — листопад 1948 — Лактіонов Трохим Панасович (заст. секретаря обкому по будівництву)
- затверджений вересень 1946 — листопад 1948 — Коробов Михайло Павлович (заст. секретаря обкому по харчовій промисловості)
- затверджений листопад 1946 — листопад 1948 — Крижевич Олександр Якимович (заст. секретаря обкому по торгівлі і громадському харчуванню)